# Sinagoga de Senigallia
La sinagoga de Senigallia está situada en vía dei Commercianti 20, donde se encontraba el antiguo gueto judío de la ciudad.

## El edificio
La construcción de la sinagoga de rito italiano, se remonta a 1634, al siguiente año del establecimiento del gueto en Senigallia. La anterior sinagoga de via Arsilli debió ser abandonada porque se encontró fuera del perímetro del gueto. Una vez que el edificio de via dei Commercianti tenía tres plantas y la sinagoga ocupaba el segundo y tercer piso. Tras el fuerte terremoto de 1930, se deterioró la estabilidad del edificio y se decidió trasladar la sinagoga al primero y segundo piso. En el matroneo se pueden ver las ventanas tapiadas que formaban parte de la sinagoga antes del terremoto.
Desde el vestíbulo de entrada, se accede por dos puertas diferentes que conducen, una a la sala de oración y la otra al matroneo. La sala de oración es rectangular, iluminada por cuatro grandes ventanales en la pared opuesta a la entrada, coronados por cenefas del siglo XIX.
Los antiguos muebles del siglo XVIII fueron destruidos cuando la sinagoga fue saqueada en 1799. Reconstruidos a principios del siglo XIX, fueron dañados por el terremoto de 1930. A la derecha está el aron de madera, pintado de blanco con frisos dorados, coronado por una cúpula. En la pared opuesta hay una pequeña tevá, de madera rústica, con frisos dorados con un atril y dos candeleros. La parte inferior de los muros encalados se cubre con paneles de madera que sirven de respaldo a los bancos. En el centro de la sala hay una mesa larga con dos filas de bancos en los lados más largos, paralelos a los fijados a las paredes.
Tras el declive demográfico de la comunidad judía local, la sinagoga de Senigallia, aunque nunca abandonada por completo, experimentó serios problemas de preservación. Recientemente se ha anunciado que será restaurada con fondos de la Comunidad Europea.